# Beriev Be-12
Il Beriev Be-12 Čajka (in cirillico Бериев Бе-12 Чайка, gabbiano in russo, nome in codice NATO Mail) è un aereo anfibio a scafo centrale, ad ala alta a gabbiano ed impennaggio bideriva, progettato dall'OKB 49 diretto da Georgij Michajlovič Beriev e sviluppato in Unione Sovietica negli anni sessanta del XX secolo.

## Storia del progetto

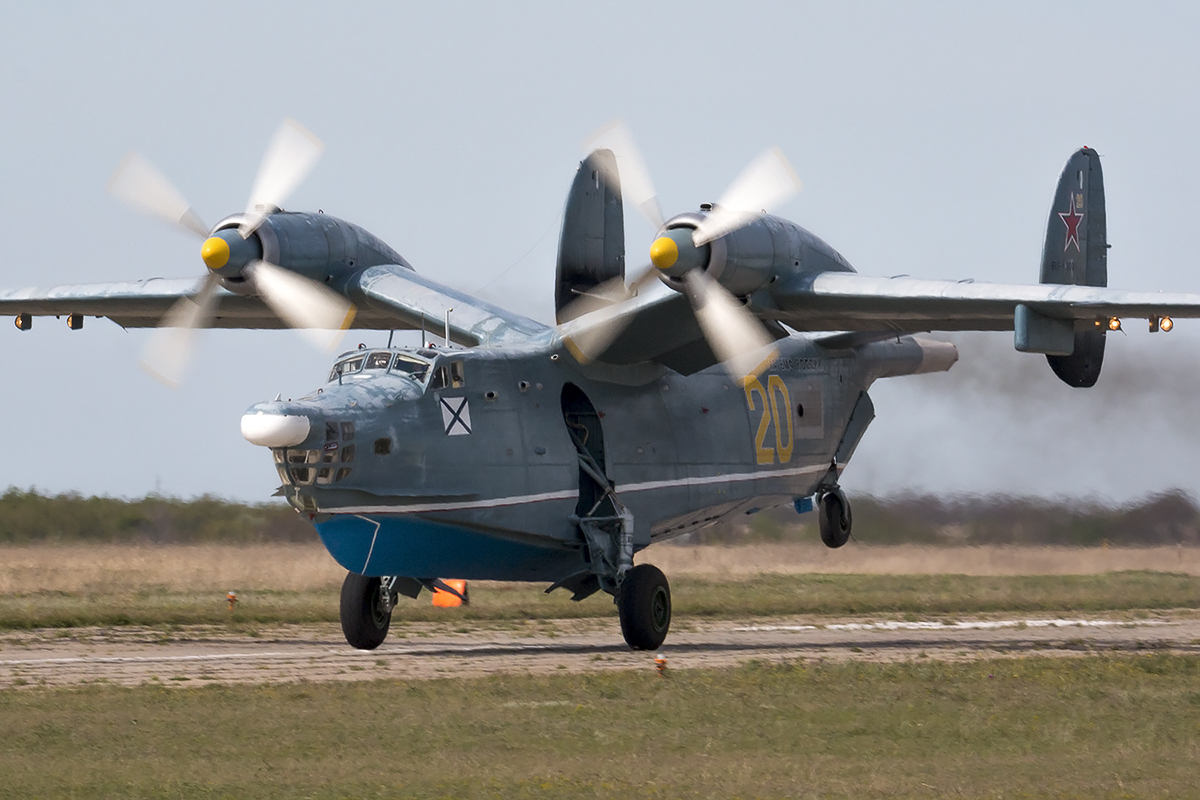
Un Beriev Be-12 durante la fase di atterraggio.

Il Be-12 nacque dalla necessità di aumentare le prestazioni e le capacità operative del pattugliatore marittimo Beriev Be-6. in servizio attivo dall'inizio degli anni cinquanta del XX secolo nella Aviacija Voenno-Morskogo Flota, l'aviazione della Marina Sovietica, per contrastare i progressi tecnologici in campo bellico da parte degli Stati Uniti. Nei tardi anni cinquanta infatti l'U.S. Navy aveva cominciato a testare i missili balistici UGM-27 Polaris A-1 destinati ad equipaggiare il sottomarino SSBN-598 George Washington ed i suoi pari classe. A causa della necessità dei sottomarini di essere in prossimità della costa sovietica per effettuare il lancio, l'aviazione di marina doveva dotarsi di un velivolo dalle maggiori dimensioni dei Be-6, con la possibilità di installare nuovi e più efficienti dispositivi, tra cui il MAD, rilevatore di anomalie elettromagnetiche, capace di individuarli e di disporre di un carico bellico adeguato per poterli attaccare.
Nel marzo 1956 il Comitato Centrale del PCUS autorizzò l'AV-MF ad emettere un requisito operativo per un nuovo velivolo da pattugliamento antisommergibile in grado di scoprire ed attaccare i sommergibili lanciamissili a propulsione nucleare classe George Washington. L'OKB Beriev si concentrò su due fronti, un progetto completamente nuovo, un idrovolante turbogetto bimotore denominato Be-10, continuando nel contempo lo sviluppo del Be-6 dotandolo di due motori turboelica in luogo dei precedenti motori a pistoni. Tale sviluppo, progettato inizialmente da V.K. Kostantinov, fu designato Be-12, e il modello fu testato nella galleria del vento dello TsAGI nell'agosto dello stesso anno.
Dopo l'approvazione del mockup, nel novembre 1957 fu autorizzata la realizzazione di un prototipo che volò per la prima volta a Taganrog il 18 ottobre 1960, dotato di motori Kuznetsov NK-4F da 5 000 hp complessivi, ma esso andò perduto il 24 novembre 1961 con la morte dei tre membri dell'equipaggio.
Durante le prove comparative tra i due prototipi ci si rese conto che la ricerca delle prestazioni effettuata sul Be-10 andava a scapito della sua effettiva efficienza operativa e la scelta per la dotazione standard dei reparti cadde sul più lento, ma più gestibile, Be-12.

## Tecnica
Il Be-12 conservava un aspetto molto simile al precedente Be-6 dal quale si differenziava per l'adozione di un carrello d'atterraggio completamente retrattile, che gli consentiva di atterrare anche sul terreno, dall'impianto propulsivo costituito da due motori a turboelica Ivchenko AI-20D da 3 124 kW, ciascuno abbinato ad eliche quadripala, e da due vistosi pod posizionati sul muso e in coda che contenevano i sistemi elettronici di individuazione. Del modello precedente conservava la fusoliera a scafo centrale dotata di una cabina di pilotaggio superiore e di un muso parzialmente vetrato per consentire l'esplorazione visiva; la caratteristica ala alta a gabbiano sulla quale erano installate le due gondole motore, e la altrettanto caratteristica coda ad impennaggio bideriva. L'installazione dei motori venne spostata dall'iniziale posizione sulla parte inferiore dell'ala del prototipo, alla successiva e definitiva parte superiore.
La dotazione elettronica comprendeva un radar "Initsiativa-2B", un sistema sonar per l'individuazione dei sommergibili immersi "Baku", 55 sonoboe per l'individuazione dei sommergibili, suddivise in tre tipi con ricevitore di segnali SPAR-55, un MAD APM-56 o APM-60E, un sistema ESM, sistema RWR, un autopilota AP-5. L'armamento si basava su siluri AT-1 o AT-1M, bombe di profondità PLAB-50, PLAB-100, PLAB-250, e SK-1 a carica nucleare. Inizialmente era stata prevista l'installazione di una torretta telecomandata DB-57 armata con un cannone AO-9 da 23 mm con 300 colpi, ma tale programma non fu mai portato a termine.

## Impiego operativo
I due nuovi velivoli antisommergibili, Be-10 e Be-12, furono presentati ufficialmente sull'aeroporto di Tušino, Mosca, il 9 luglio 1961, durante la Giornata dell'Aviazione. In quella occasione sfilarono quattro Be-10 e un Be-12 e fu dichiarato agli osservatori occidentali che il Be-10 era già in servizio operativo nella AV-MF, mentre il Be-12 era solo uno sviluppo a turboelica del precedente Be-6. I due nuovi tipi ricevettero la designazione ufficiale NATO di "Mallow" e "Mail". Il secondo prototipo del Be-12 volò per la prima volta nel settembre 1962, e si differenziava dal precedente per avere i propulsori posizionati sopra, anziché sotto, le ali, l'alloggiamento del radar in un apposito radome nel muso, invece che nel ventre, del velivolo ed alcune modifiche minori.
La produzione di serie iniziò presso lo stabilimento GAZ 86 di Taganrog il 12 dicembre 1963, e i primi Be-12 entrarono in servizio operativo nella primavera del 1965. La produzione, oltre al prototipo, riguardò complessivamente 142 esemplari, in massima parte della versione originale antisommergibile, tutti consegnati entro il giugno 1973.

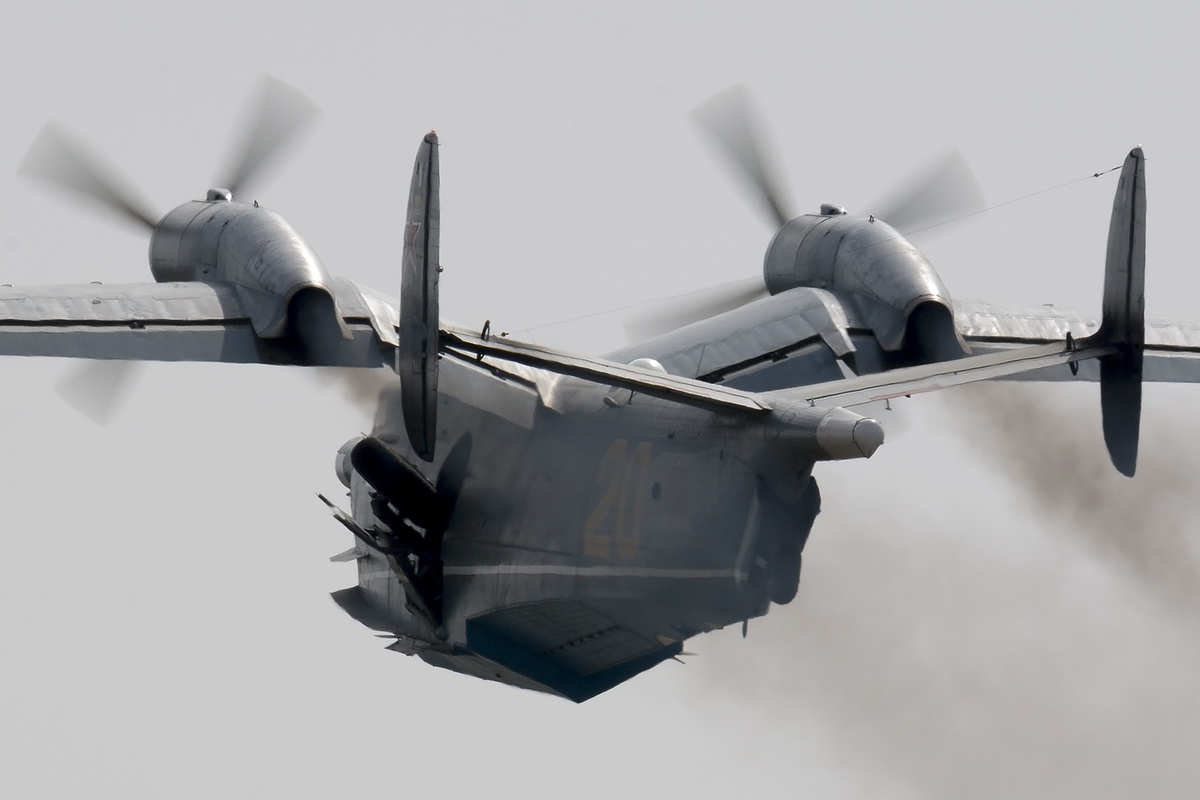
Un esemplare di Be-12PS in fase di decollo.

Entro il 1967 terminò la sostituzione nei reparti del precedente Be-6, e il 9 luglio di quello stesso anno 3 esemplari furono presentati alla parata aerea tenutasi sull'aeroporto di Demodedovo, svelando la piena operatività del velivolo. Il modello fu fornito a tutte e quattro le forze aeree della flotta sovietica (Mar Nero, Mare del Nord, Mar Baltico, Oceano Pacifico) e verso la metà degli anni settanta risultava in servizio in quattro reggimenti completi ed alcuni gruppi di volo autonomi della AV-MF.
Il modello fu esportato in Egitto e Vietnam, e dopo la dissoluzione dell'Unione Sovietica fu utilizzato dalle aeronautiche di Russia e Ucraina. La fornitura di alcuni esemplari alla Siria non è mai stata dimostrata, e nonostante un certo interessamento della Cina alla fornitura di alcuni esemplari, ciò non ebbe alcun seguito.
Il 1º gennaio 1992, dopo lo scioglimento dell'Unione Sovietica, la Federazione Russa ha immesso in servizio 55 Be-12, mentre altri 22 furono mantenuti in riserva, ridottisi a 12 entro il 2005. Nel 2013 nove esemplari risultavano ancora attivi nella Flotta del Mar Nero.

### I record mondiali
Un esemplare appositamente modificato, alleggerito di tutte le dotazioni militari e con equipaggio di due persone ha conquistato 44 primati mondiali, tutti riconosciuti dalla FAI. Tra il 23 e il 27 ottobre 1964 conquistò per sei volte consecutive il primato di altitudine per anfibi a turboelica Classe C3 Gruppo II, portandolo a 12 185 m senza carico utile, e a 9 352 m con carico utile di 10 000 kg. Nel 1968 conquistò quello di velocità raggiungendo i 552 km/h su circuito di 500 km, e nel 1970 i 530 km/h con 2 200 kg di carico su circuito di 1 000 km. Un secondo esemplare, sbarcato il carrello d'atterraggio, stabilì anche il primato di altitudine per idrovolanti.

### Egitto
La Al-Quwwat al-Jawwiyya al-Misriyya ha operato con tre esemplari di Be-12 aventi equipaggio sovietico, usati per la sorveglianza delle attività della 6ª Flotta americana in Mediterraneo. I velivoli arrivarono nel 1968, venendo inizialmente basati sull'aeroporto di Cairo-ovest, e poi trasferiti a Marsa Matruh. Nel luglio 1972, con la rottura dei rapporti con l'Unione Sovietica voluta dal presidente Anwar al-Sadat, gli aerei rientrarono in URSS.

### Ucraina

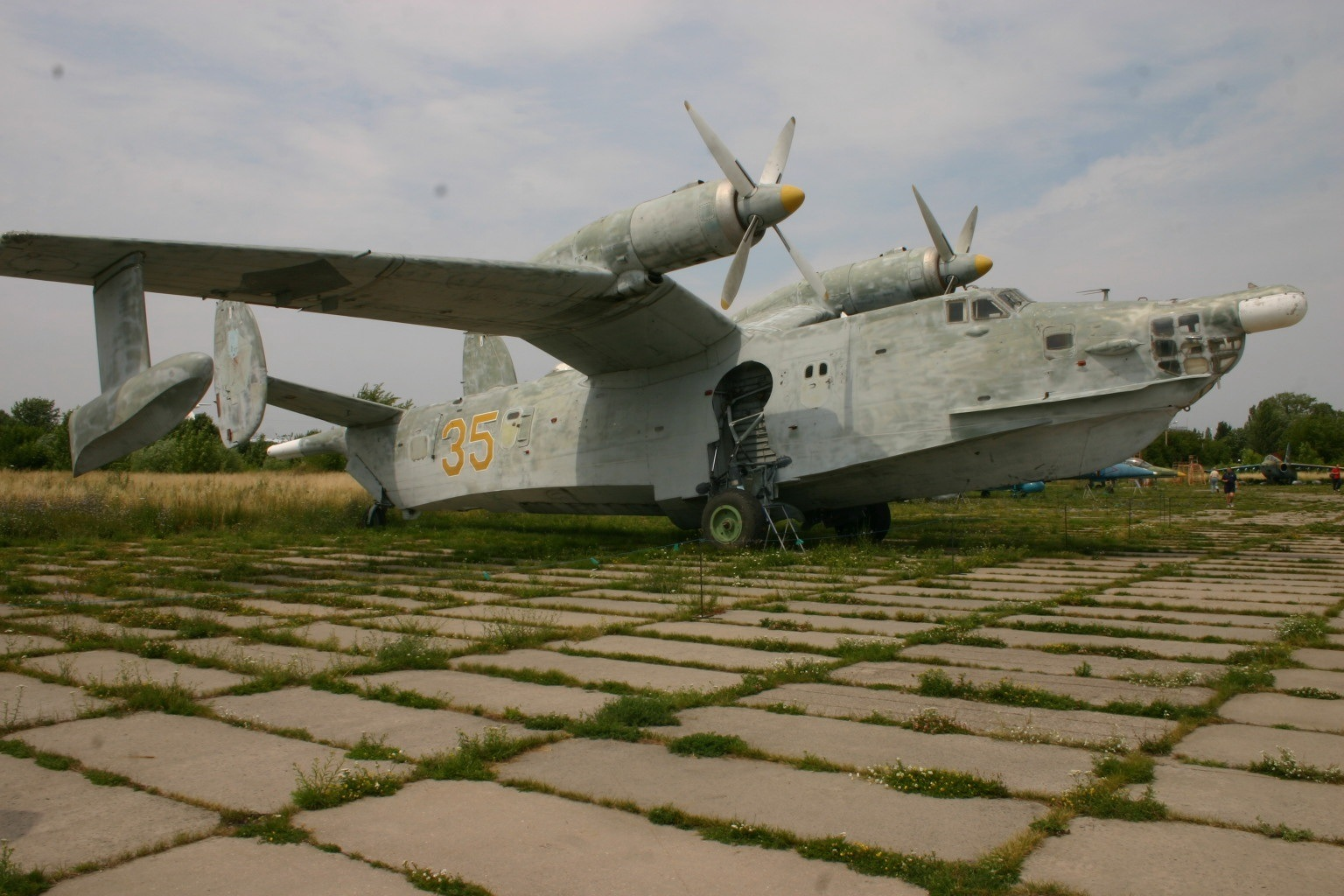
Un esemplare ucraino di Be-12 in disuso.

Allo scioglimento dell'Unione Sovietica nel 1991 erano ancora in servizio una trentina di Be-12 di diverse versioni che vennero ripartiti tra la marina ucraina, che inizialmente ricevette 3 velivoli da addestramento, seguiti tra il 1996-1997 da tredici Be-12ASW ed un Be-12PS, e quella russa. Inizialmente basati presso la base di Nikolayev, Kubalkyno, i velivoli furono poi trasferiti sulla base aeronavale di Saky in Crimea, a poche decine di chilometri dalla base russa di Kacha dove si trovano gli ultimi Be-12 russi ancora operativi.

### Vietnam
Nel 1981 la Không Quân Nhân Dân Việt Nam ricevette 4 esemplari, dotati di motori ed equipaggiamento per l'uso in climi tropicali. Gli aerei furono basati nella baia di Cam Ranh e destinati alla sorveglianza delle attività della 7ª Flotta americana operante nell'Oceano Pacifico.

## Versioni

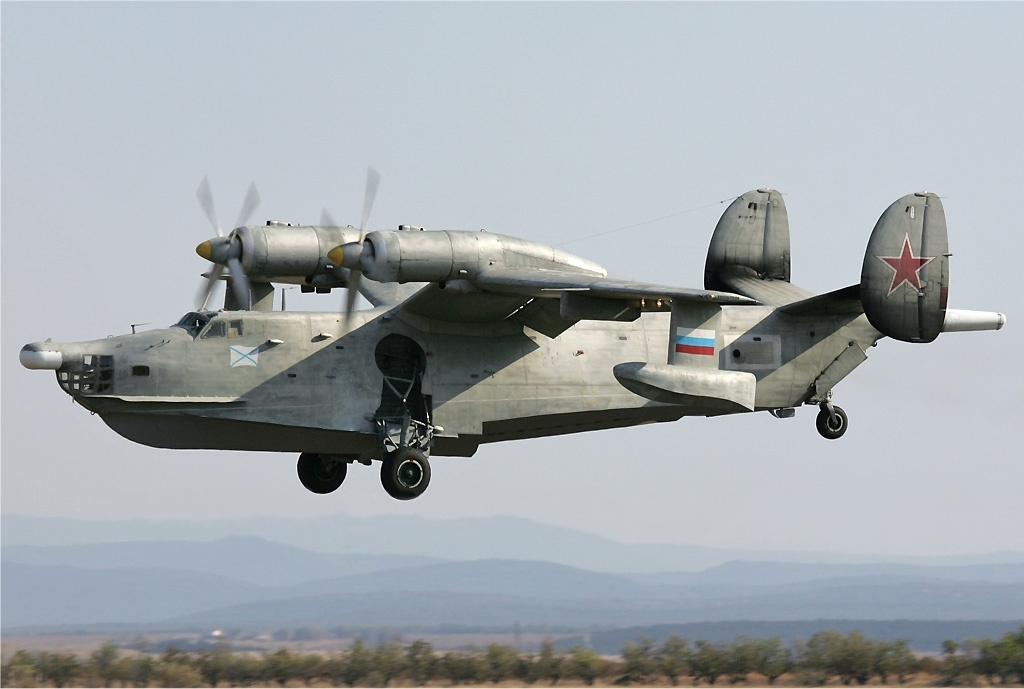
Beriev Be-12 dell'Aviacija Voenno-Morskogo Flota della Russia.

- Be-12: versione da ricognizione marittima e pattugliamento antisommergibile costruita in 2 prototipi e 130 esemplari di serie. Gli esemplari di serie montavano motori Ivchenko AI-20DK e radar Initsiativa-2B. I propulsori vennero poi sostituiti dagli AI-20DM, e vennero installati ricevitori ESM e un sistema RWR.
- Be-12EKO: progetto di una versione da ricognizione per ricerca ecologica, non realizzata.
- Be-12I: progetto del 1991 per una versione da ricerca scientifica, non realizzata.
- Be-12LL: un aereo convertito nel 1980 per la sperimentazione dei missili aria-superficie 3M80 Moskit. Il radar di scoperta installato sul muso era stato sostituito dalla testa di ricerca del missile.
- Be-12N: nuova versione antisommergibile costruita in 27 esemplari, ricavata per conversione di altrettanti Be-12. Gli aerei erano dotati di nuova avionica, nuovo sensore MAD APS-73E, nuove sonoboe, radar Initsiativa-2BN e sistema di ricerca/attacco Nartiss.
- Be-12Nkh: versione sperimentale per trasporto passeggeri costruita nel 1992-1993 in 2 esemplari per conversione di altrettanti Be-12. Tutte le attrezzature militari erano state rimosse, ed erano stati montati finestrini aggiuntivi sui lati della fusoliera. I velivoli furono utilizzati per qualche tempo dalla Pacific Sakhalin Airlines nell'Oceano Pacifico.
- Be-12P (Protivopozarnyi): versione antincendio costruita nel 1992 in 4 esemplari per conversione di altrettanti Be-12.[N 7] L'aereo era dotato di un serbatoio da 4.500 litri, e due più piccoli da 750 litri contenenti ritardante.

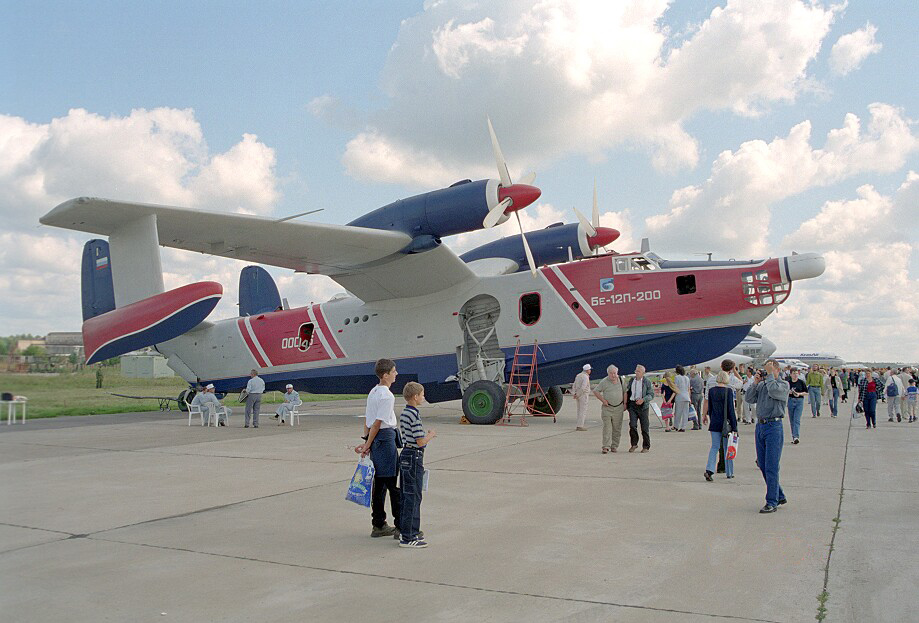
L'unico esemplare di Be-12P-200 utilizzato come dimostratore tecnologico.

- Be-12P-200: un esemplare (RA 00046) di Be-12 convertito nel 1994 in versione antincendio come dimostratore del Beriev Be-200.[11] L'aereo volò per la prima volta nel 1996, e fu testato operativamente nel 1997-1998 per estinguere incendi nelle foreste delle regioni di Irkutsk e Chabarovsk.[11]
- Be-12PS (Poiskovo-Spasatelynyi): versione da ricerca e salvataggio con equipaggio di sei persone, dotata di zattere e kit di salvataggio, costruita in 14 esemplari, 10 di nuova costruzione e 4 per conversione di altrettanti Be-12. L'aereo manteneva il MAD in coda al fine di conservare il baricentro del velivolo.
- Be-12SK: un esemplare di Be-12 convertito per la sperimentazione operativa della bombe di profondità a carica nucleare SK-1.
- Be-121: versione destinata alla ricerca scientifica.
- Be-14: un esemplare SAR in versione diurna/notturna ognitempo, dotato di equipaggiamenti aggiuntivi, equipaggio di sei persone e motori AI-20D.
- M-12: due esemplari, uno anfibio e uno idrovolante puro, convertiti per voli da primato e dotati di equipaggio di due persone. Al termine dei voli da primato fu riconvertito allo standard operativo.

## Utilizzatori
Egitto
- Al-Quwat al-Gawwīyä al-Miṣrīyä

 Russia
- Aviacija Voenno-Morskogo Flota

acquisiti dopo la dissoluzione dell'Unione Sovietica, al marzo 2018 ne risultano 6 in servizio.
 Ucraina
- Aviatsiya Viys'kovo-Mors'kykh Syl

Dei 18 Be-12 ancora in organico fino al 2020, all'agosto 2022 ne rimangono in servizio solo due esemplati.
 Unione Sovietica
- Aviacija Voenno-Morskogo Flota

143 Be-12 consegnati dal 1960 al 1973.
 Vietnam
- Không Quân Nhân Dân Việt Nam

## Esemplari attualmente esistenti
Attualmente alcuni esemplari di Be-12 si trovano esposti al pubblico. Un Be-12 è esposto presso il Museo centrale della Federazione Russa delle aeronautiche militari che si trova sull'aeroporto di Monino, 40 km ad est di Mosca, ed un altro presso il Museo dell'aviazione di Taganrog. Un Be-12 è esposto presso il Museo aeronautico di stato ucraino di Kiev.

### Annotazioni
1. ↑  Il primo dei sommergibili lanciamissili balistici Classe George Washington, l'SSBN-598, entrò in servizio il 30 dicembre 1959.
2. ↑  Il primo decollo da terra fu effettuato il 2 novembre 1960.
3. ↑  Il primo prototipo del Be-12 precipitò il 24 novembre 1961, dopo quindici minuti di volo, nella zona di Mariupol, sul Mare d'Azov con la morte di tre persone. L'equipaggio era composto dal comandante В.В. Beaver, dall'assistente V.G. Papkin, dal navigatore V.V. Antonov e dall'operatore radio V. P. Perebaylov. La perdita dell'aereo fu attribuita ad un errore dei due piloti.
4. ↑  Poi sostituito dall'AP-6E installato anche sul bombardiere Tupolev Tu-16.
5. ↑  Con portata massima di 5 000 m, velocità di 28 nodi, e profondità massima variabile da 20 a 200 m.
6. ↑  Si trattava all'incirca di dodici squadron di otto aerei ciascuno.
7. ↑  Un Decreto governativo del 1º giugno 1994 prevedeva la conversione di otto esemplari destinati ai vigili del fuoco, ma a causa di problemi finanziari tale programma non fu mai portato a termine.

### Fonti
1. 1 2  "LA MARINA RUSSA AGGIORNA I BERIEV BE-12", su analisidifesa.it, 27 marzo 2018, URL consultato il 28 marzo 2018
2. 1 2 3  RUSSIAN NAVY TO UPGRADE ITS SOVIET-ERA BE-12 ASW AMPHIBIOUS AIRCRAFT", su navyrecognition.com, 21 gennaio 2018, URL consultato il 22 gennaio 2018.
3. ↑  John Hayles. Beriev Be-12 'Mail' in aeroflight.
4. ↑  (EN) Andreas Parsch e Aleksey V. Martynov, Designations of Soviet and Russian Military Aircraft and Missiles, in Designation-Systems.net, http://www.designation-systems.net, 2 luglio 2008. URL consultato il 1º ott 2010.
5. 1 2   Jane's All The World's Aircraft, 1975–1976,  pp. 488-489, ISBN 0-354-00521-9.
6. 1 2  Sasgen 2009, p. 115.
7. 1 2 3  Viroli, Bacciocchi 2009, p. 12.
8. 1 2 3 4 5  Viroli, Bacciocchi 2009, p. 13.
9. ↑  RIA Novosti news agency - Russian Navy to receive 4 new amphibious planes by 2013 Archiviato il 5 dicembre 2012 in Internet Archive.
10. ↑  Karl-Heinz Eyermann, Wolfgang Sellenthin, Die Militärluftfahrt der UdSSR, Zentralvorstand der Gesellschaft für Deutsch-Sowjetische Freundschaft, 1967, p. 42.
11. 1 2  Yefim, Sal'nikov, Zablotskiy 2006, pp. 79-80.
12. ↑  "Il Tchaika torna nell'aviazione di marina russa" - "Aeronautica & Difesa" N. 378 - 04/2018 pag. 68
13. ↑  "BE 12 CHAÏKA, UN DES SYMBOLES VOLANTS DE LA RÉSISTANCE UKRAINIENNE", su avionslegendaires.net, 31 agosto 2022, URL consultato il 31 agosto 2022.

### Periodici
- Elio Viroli e Stenio Bacciocchi, Saky, l'ultimo nido del Beriev, in Rivista Aeronautica, n. 1, Roma, Stato Maggiore dell'Aeronautica Militare, gennaio-febbraio 2009,  pp. 12-15.